# Boreus bomari
Boreus bomari är en näbbsländeart som beskrevs av George W. Byers och Shaw 2000. Boreus bomari ingår i släktet Boreus och familjen snösländor. Inga underarter finns listade i Catalogue of Life.